# Саскіз
Саскіз (рум. Saschiz) — село у повіті Муреш в Румунії. Адміністративний центр комуни Саскіз.
Село розташоване на відстані 214 км на північний захід від Бухареста, 49 км на південний схід від Тиргу-Муреша, 122 км на південний схід від Клуж-Напоки, 78 км на північний захід від Брашова.

## Населення
За даними перепису населення 2002 року у селі проживали 1532 особи.
Національний склад населення села:
| Національність | Кількість осіб | Відсоток |
| -------------- | -------------- | -------- |
| румуни         | 1358           | 88,6%    |
| німці          | 80             | 5,2%     |
| угорці         | 45             | 2,9%     |
| цигани         | 45             | 2,9%     |

Рідною мовою назвали:
| Мова      | Кількість осіб | Відсоток |
| --------- | -------------- | -------- |
| румунська | 1390           | 90,7%    |
| німецька  | 78             | 5,1%     |
| угорська  | 43             | 2,8%     |
| циганська | 16             | 1,0%     |